# 風間のん

## 人物
・趣味アニメを見る事とカラオケ。
・特技はデコレーション。
・ミニチュアダックスのアダム(♂)と雑種の茶トラ猫の桃たん(♂)を飼っている。桃たんは大阪在住時に保健所から引き取っている。
・2011年に雑種の三毛猫のまんず(♀)を近所の駐車場で保護して3匹目のペットとして迎え入れていたが、東日本大震災が起き、大阪に一時避難した際にご飯を喉に詰まらせて急死している。
・好きな番組は水曜どうでしょう。パチンコ・パチスロが好きだと公言していて、ブログやTwitterにもよく画像が上がっていた。
・K-stationの公式ニコニコ生放送の放送枠にて生卵10個の一気飲みやエビ反りを披露していた。またお酒を飲みながら放送し「自分はアイドルじゃないから」と発言。
・パチンコ番組に出るのが小さな夢だと言っていた。

## 経歴
大阪府在住時に知り合ったカメラマンから「せっかく身長あるんだからモデルとかしてみれば？」と言われてじゃあせっかくだからと軽い気持ちでモデルを始める。
どうせやるなら東京でと上京を決める。しばらく関西と関東を行き来しながら撮影会をメインにモデル活動した後、シャイニングイヴに所属する。
約1年所属後フリーに転身。
2012年10月27日にShibuyaPLUGにて行われたK-stationのライブに出演し、1曲目にEasyPopのハッピーシンセサイザ、2曲目では L'Arc〜en〜CielのCaress of venusを流しながらの撮影会、3曲目にRaphaelの夢より素敵なを披露。惜しまれながらも「25で辞めると始めた時から決めていた」と引退になった。

## 出演

### DVD
- 「全日本コール選手権覇者男子寮コール普及活動～アイドルの卵と合コン編～」

(2010年8月27日発売)
- 「遊んでみた」

（2010年12月24日発売)

### TV
- 「アニメTV」（～俺の妹がこんなに可愛いわけがない×とある魔術の禁書目録Ⅱコラボイベント～）TOKYO MX
- 「ホメられてピカるくん！！！」（2011新春特番）FNS
- 「ホメられてノビるくん」FNS
- 「ピグ★１GP」つくばTV
- 「木村魚拓の窓際の向こうに」パチンコ★パチスロTV!
- 「南まりかの唐突ドロップキック！」パチンコ★パチスロTV!
- 「ZAK THE QUEEN2011」PigooHD
- 「勝ち犬負け犬」テレビ東京

### ラジオ
- 「高田純次・河合美智子の東京パラダイス」文化放送

### WEB
- 「美人時計＠nifty」
- 「タレントエンタメ図鑑」
- 「写メっ娘！コスっ娘！」
- 「月刊モバイルアクトレス」
- 「SWEETROOM」週間プレイボーイ
- 「ガールズスナップ」ameba
- 「ZAK THE QUEEN2011」夕刊フジ
- 「K-Stationグラビア公式放送」ニコニコ生放送
- 「私立悠遊-ゆゆ-学園＠愛の保健室授業」(K-Stationエンタテイメント公式)ニコニコ生放送
- 「ZAK THE QUEEN2011」夕刊フジ
- 「ぱちタウン」(公式ライター)DMM.com

他各種番組ゲストetc…

### 雑誌
- 「Goo Bike(2011年4月号)」プロトコーポレーション
- 「Yha!Hip&Lip(2011年11月号)」ワニブックス
- 「Yha!Hip&Lip(2012年10月号)」ワニブックス

### パチンコ
- 「CRぱちんこ よしもとタウン」京楽